# Melodrama World Tour
El Melodrama World Tour fue la segunda gira de conciertos de la cantante neozelandesa Lorde, realizada en apoyo de su segundo álbum de estudio, Melodrama (2017). Lorde encabezó varios festivales de música antes de comenzar la gira y continuó comunicándose frecuentemente con el diseñador de escenario Es Devlin para planificar el diseño del espectáculo.
La gira comenzó el 26 de septiembre de 2017 en la ciudad inglesa de Mánchester dando vuelta al mundo hasta el 15 de abril de 2018 con un total de 62 fechas, pasando por Europa, Norteamérica y Oceanía. La cantante se presentó nuevamente en los escenarios tras una larga ausencia de aproximadamente 3 años. Los recintos en donde se realizaron los conciertos de la primera etapa, la cual corresponde al continente europeo, no poseían una gran capacidad. De hecho, el recinto más multitudinario fue el Alexandra Palace de Londres, de una capacidad de 10.400 personas.  En cambio, en Norteamérica, Lorde se presentó en estadios cubiertos con una capacidad media de 12.000 personas debido al buen recibimiento comercial de Melodrama. Solo en Estados Unidos, el álbum vendió en su primera semana un total de 107.000 copias.

## Antecedentes
En diciembre de 2013, Lorde reveló a Billboard que había comenzado a escribir material para su segundo álbum. En junio de 2014, Lorde insinuó que su próximo álbum sonaría «totalmente diferente», diciendo: «Escribí el último álbum sobre ese mundo que eran los suburbios donde crecí y poblado por mis amigos y personas que eran realmente familiares para mí, Ahora estoy en un lugar diferente todos los días y estoy con gente nueva todos los días y es un ambiente diferente». También explicó que quería «dar a la gente un poco de espacio para respirar» antes de sacar nuevo material.
El 31 de diciembre de 2015, Lorde tuiteó que había susurrado el título del álbum a su madre. Ella también tuiteó que estaba sintiendo «calladamente emocionada este 2016». La Artista insinuó que estaba trabajando en el álbum el 25 de junio de 2016 con un post a Instagram, con el subtítulo que dice «Es verano, en el estudio también». El 23 de agosto de 2016, Lorde respondió a un comentario en un post de Instagram, afirmando que había terminado de escribir el disco y que estaba en la fase de producción.
El 27 de febrero de 2017, un anuncio se anunció en Nueva Zelanda que provocó el lanzamiento de la nueva música. El anuncio mostraba a Lorde sentado en el asiento trasero de un coche, bebiendo una copa, con un piano optimista tocando en el fondo. La pantalla entonces corta al negro, mostrando las fechas «3.2.17 NYC 3.3.17 NZ.». Lorde también tuiteó el enlace que llevó a un Web site que mostraba el vídeo. Nuevos fragmentos fueron publicados en "imwaitingforit.com" en los días previos a la publicación.  El 1 de marzo, Lorde tuiteó una foto de un mapa con 3 lugares identificados. Cada lugar tenía un teaser diferente de su nuevo sencillo, oficialmente titulado Green Light.
Lorde reveló el título del álbum el 2 de marzo de 2017 juntamente con su portada, la fecha de lanzamiento de este y el primer sencillo.

## Anuncio
El 8 de junio de 2017, casi una semana antes de que saliera su nuevo álbum Melodrama, Lorde anunció vía sus diferentes redes sociales que saldría de gira en otoño de 2017 y vendría a Europa y a su continente natal, Oceanía. Cuatro días después salió la preventa de las entradas para sus conciertos en estos dos continentes. El mismo día del estreno internacional de su disco, el 16 de junio, se pusieron a la venta las entradas en Europa y Oceanía de manera oficial. Más tarde, la cantante anunció nuevas fechas para Norteamérica. El 20 de junio salieron las entradas en modo preventa para dicho lugar además de su participación en el UKA Festival celebrado en Noruega, y más tarde, el 23 de junio salieron de manera oficial.
El 8 de septiembre de 2017 se anunció que la cantante participaría en el festival We Can Survive celebrado el 21 de octubre de ese mismo año en el Hollywood Bowl de Los Ángeles. Actuó junto a P!nk, Sam Smith y Harry Styles entre otros.
A mediados de octubre de 2017, Lorde anunció que había escogido a un diferente acto de apertura para cada uno de sus shows en su país natal, Nueva Zelanda. Según la cantante, su objetivo era que cada ciudad tuviera un telonero que la representara además de trasladar su concierto del 12 de noviembre en Auckland por problemas de licencia del lugar.
El 30 de octubre de 2017 se dio a conocer la participación de la cantante de Tennis Court en el All Points East Festival, el cual se llevará a cabo el 26 de mayo de 2018 en el Parque Victoria en Londres. 
El 28 de enero de 2018 el festival español Primavera Sound, que toma lugar en Barcelona, anunció a la cantante como una de las cabezas de cartel para el día 2 de junio de 2018 en el Parque del Fórum. Esta sería la segunda vez que Lorde pisa suelo español en su tour. Dos días más tarde se anunció su actuación en el futuro festival Parklife, en Mánchester, el 9 de junio de 2018.

## Controversias

#### Cancelación en Israel
El 6 de diciembre de 2017, el presidente de los Estados Unidos, Donald Trump, consideró en una rueda de prensa en su gira por Asia que Jerusalén era la capital de Israel. Tras dichas declaraciones, durante todo el mes de diciembre, se originaron múltiples protestas por todo el país. La ONU declaró el estado de alarma en Israel tras conocer que dichas propuestas habían dejado un saldo de varios muertos después de las declaraciones de Trump. Estas protestas originadas por las palabras del presidente en donde, además, anunció el traslado de la embajada estadounidense desde Tel Aviv hasta Jerusalén, pusieron en peligro los acuerdos de paz entre los palestinos y los israelíes, el cual todavía no se ha conseguido.
La cantante se posicionó sobre los acontecimientos en Twitter, al citar un tuit que escribió días después de la investidura de Trump en donde decía lo siguiente: "estos hombres viejos en el poder tienen una tormenta a venir próximamente, que ellos ni pueden comprender." a lo que citó: "supongo que esto es real ahora".
A pesar de estos hechos, Lorde decidió anunciar el 18 de diciembre de 2017, el primer concierto en Asia del Melodrama World Tour, el cual tomaría lugar en Israel.
El 24 de diciembre de 2017 se comenzó a rumorear que la cantante cancelaría su concierto en Tel Aviv, programado para el 5 de junio del año siguiente, debido a los disturbios. Los rumores se confirmaron el día de Navidad cuando la intérprete de Liability canceló el concierto que había agendado en Israel, luego de que dos fanáticas pro palestinas publicaran una carta dirigida a la artista, en que la llamaban a suspender su concierto en Tel Aviv, como parte de un "boicot económico, intelectual y artístico" contra el gobierno israelí.

## Set-list
Este es el repertorio tocado en Barcelona el 9 de octubre de 2017. No representa a todos los conciertos.
En los cuatro primeros conciertos de la gira no se interpretó Homemade Dynamite.
1. ''Homemade Dynamite''
2. ''Magnets''
3. ''Hard Feelings''
4. ''Tennis Court''
5. ''Buzzcut Season''
6. ''Sober''
7. ''The Louvre''
8. ''Ribs''
9. ''Liability''
10. ''Liability (Reprise)''
11. '' A World Alone''
12. ''Somebody Else'' (cover de The 1975)
13. ''Supercut
14. ''Royals''
15. ''Perfect Places''
16. ''Team''
17. ''Green Light''

Encore:
18. ''Loveless''

## Fechas de la Gira
| Fecha                    | Ciudad            | País           | Recinto                                  | Acto de Apertura                | Entradas vendidas / Disponibles | Recaudación |
| ------------------------ | ----------------- | -------------- | ---------------------------------------- | ------------------------------- | ------------------------------- | ----------- |
| Europa                   |                   |                |                                          |                                 |                                 |             |
| 26 de septiembre de 2017 | Mánchester        | Reino Unido    | O2 Apollo Manchester                     | Khalid                          | —                               | —           |
| 27 de septiembre de 2017 | Londres           | Reino Unido    | Alexandra Palace                         | Khalid                          | —                               | —           |
| 30 de septiembre de 2017 | Brighton          | Reino Unido    | Brighton Centre                          | Khalid                          | —                               | —           |
| 1 de octubre de 2017     | Birmingham        | Reino Unido    | O2 Academy Birmingham                    | Khalid                          | —                               | —           |
| 2 de octubre de 2017     | Glasgow           | Reino Unido    | O2 Academy Glasgow                       | Anne of the North               | 2,550 / 2,550                   | $107,850    |
| 4 de octubre de 2017     | Tilburgo          | Países Bajos   | 013                                      | Khalid                          | —                               | —           |
| 5 de octubre de 2017     | París             | Francia        | Le Zénith                                | Khalid                          | 5,019 / 6,280                   | $271,490    |
| 6 de octubre de 2017     | Amberes           | Bélgica        | Lotto Arena                              | Khalid                          | 3,804 / 7,348                   | $154,545    |
| 8 de octubre de 2017     | Lyon              | Francia        | Le Transbordeur                          | Khalid                          | 1,618 / 1,618                   | $72,855     |
| 9 de octubre de 2017     | Barcelona         | España         | Sant Jordi Club                          | Khalid                          | 3,815 / 4,270                   | $139,145    |
| 11 de octubre de 2017    | Múnich            | Alemania       | Zenith Munich                            | Khalid                          | —                               | —           |
| 12 de octubre de 2017    | Milán             | Italia         | Fabrique                                 | Khalid                          | —                               | —           |
| 14 de octubre de 2017    | Colonia           | Alemania       | Palladium                                | Khalid                          | —                               | —           |
| 15 de octubre de 2017    | Berlín            | Alemania       | Tempodrom                                | Khalid                          | 3,507 / 3,549                   | $136,711    |
| 17 de octubre de 2017    | Estocolmo         | Suecia         | Annexet                                  | Khalid                          | 3,313 / 3,313                   | $178,690    |
| 18 de octubre de 2017    | Oslo              | Noruega        | Sentrum Scene                            | Khalid                          | —                               | —           |
| 19 de octubre de 2017    | Trondheim         | Noruega        | Høyskoledalen                            | Khalid                          | —                               | —           |
| América del Norte        |                   |                |                                          |                                 |                                 |             |
| 21 de octubre de 2017    | Los Ángeles       | Estados Unidos | Hollywood Bowl                           | —                               | —                               | —           |
| Oceanía                  |                   |                |                                          |                                 |                                 |             |
| 7 de noviembre de 2017   | Dunedin           | Nueva Zelanda  | Town Hall                                | Mermaidens                      | —                               | —           |
| 8 de noviembre de 2017   | Christchurch      | Nueva Zelanda  | Isaac Theatre Royal                      | Yumi Zouma                      | —                               | —           |
| 9 de noviembre de 2017   | Christchurch      | Nueva Zelanda  | Isaac Theatre Royal                      | French For Rabbits              | —                               | —           |
| 11 de noviembre de 2017  | Wellington        | Nueva Zelanda  | Michael Fowler Centre                    | TAPZ                            | —                               | —           |
| 12 de noviembre de 2017  | Auckland          | Nueva Zelanda  | Bruce Mason Centre                       | Drax Project                    | —                               | —           |
| 14 de noviembre de 2017  | Auckland          | Nueva Zelanda  | Powerstation                             | David Dallas                    | —                               | —           |
| 15 de noviembre de 2017  | Auckland          | Nueva Zelanda  | Powerstation                             | Matthew Young                   | —                               | —           |
| 18 de noviembre de 2017  | Perth             | Australia      | Kings Park                               | George Maple                    | —                               | —           |
| 21 de noviembre de 2017  | Sídney            | Australia      | Ópera de Sídney                          | George Maple                    | 6,305 / 6,305                   | $510,759    |
| 22 de noviembre de 2017  | Sídney            | Australia      | Ópera de Sídney                          | George Maple                    | 6,305 / 6,305                   | $510,759    |
| 23 de noviembre de 2017  | Brisbane          | Australia      | Riverstage                               | George Maple                    | 7,920 / 8,029                   | $720,928    |
| 25 de noviembre de 2017  | Canberra          | Australia      | Commonwealth Park                        | —                               | —                               | —           |
| 26 de noviembre de 2017  | Melbourne         | Australia      | Sidney Myer Music Bowl                   | George Maple                    | 11,770 / 12,080                 | $793,425    |
| América del Norte        |                   |                |                                          |                                 |                                 |             |
| 1 de marzo de 2018       | Milwaukee         | Estados Unidos | Bradley Center                           | Run the Jewels Tove Styrke      | —                               | —           |
| 2 de marzo de 2018       | St. Louis         | Estados Unidos | Chafeitz Arena                           | Run the Jewels Tove Styrke      | 5,306 / 7,192                   | $329,089    |
| 3 de marzo de 2018       | Kansas City       | Estados Unidos | Sprint Center                            | Run the Jewels Tove Styrke      | 7,729 / 9,005                   | $313,582    |
| 5 de marzo de 2018       | Denver            | Estados Unidos | Pepsi Center                             | Run the Jewels Tove Styrke      | —                               | —           |
| 8 de marzo de 2018       | Vancouver         | Canadá         | Rogers Arena                             | Run the Jewels Tove Styrke      | 7,835 / 8,599                   | $502,004    |
| 9 de marzo de 2018       | Seattle           | Estados Unidos | KeyArena                                 | Run the Jewels Tove Styrke      | 7,898 / 8,647                   | $538,607    |
| 10 de marzo de 2018      | Portland          | Estados Unidos | Moda Center                              | Run the Jewels Tove Styrke      | 9,092 / 11,306                  | $665,954    |
| 12 de marzo de 2018      | Sacramento        | Estados Unidos | Golden 1 Center                          | Run the Jewels Tove Styrke      | 5,784 / 8,242                   | $391,821    |
| 13 de marzo de 2018      | Oakland           | Estados Unidos | Oracle Arena                             | Run the Jewels Tove Styrke      | 7,478 / 12,211                  | $501,037    |
| 14 de marzo de 2018      | Los Ángeles       | Estados Unidos | Staples Center                           | Run the Jewels Tove Styrke      | 12,506 / 13,044                 | $896,730    |
| 16 de marzo de 2018      | Glendale          | Estados Unidos | Gila River Arena                         | Run the Jewels Tove Styrke      | —                               | —           |
| 18 de marzo de 2018      | Dallas            | Estados Unidos | American Airlines Center                 | Run the Jewels Tove Styrke      | —                               | —           |
| 19 de marzo de 2018      | Houston           | Estados Unidos | Toyota Center                            | Run the Jewels Tove Styrke      | 6,283 / 7,292                   | $350,267    |
| 21 de marzo de 2018      | Tulsa             | Estados Unidos | BOK Center                               | Run the Jewels Tove Styrke      | —                               | —           |
| 23 de marzo de 2018      | Saint Paul        | Estados Unidos | Xcel Energy Center                       | Run the Jewels Tove Styrke      | —                               | —           |
| 24 de marzo de 2018      | Lincoln           | Estados Unidos | Pinnacle Bank Arena                      | Mitski Run the Jewels           | —                               | —           |
| 25 de marzo de 2018      | Des Moines        | Estados Unidos | Wells Fargo Arena                        | Mitski Run the Jewels           | —                               | —           |
| 27 de marzo de 2018      | Rosemont          | Estados Unidos | Allstate Arena                           | Mitski Run the Jewels           | —                               | —           |
| 28 de marzo de 2018      | Detroit           | Estados Unidos | Little Caesars Arena                     | Mitski Run the Jewels           | —                               | —           |
| 29 de marzo de 2018      | Toronto           | Canadá         | Air Canada Centre                        | Mitski Run the Jewels           | —                               | —           |
| 31 de marzo de 2018      | Columbus          | Estados Unidos | Schottenstein Center                     | Mitski Run the Jewels           | —                               | —           |
| 2 de abril de 2018       | Filadelfia        | Estados Unidos | Wells Fargo Center                       | Mitski Run the Jewels           | —                               | —           |
| 3 de abril de 2018       | Boston            | Estados Unidos | TD Garden                                | Mitski Run the Jewels           | —                               | —           |
| 4 de abril de 2018       | Brooklyn          | Estados Unidos | Barclays Center                          | Mitski Run the Jewels           | 13,270 / 13,270                 | $1,017,202  |
| 6 de abril de 2018       | Newark            | Estados Unidos | Prudential Center                        | Mitski Run the Jewels           | 9,835 / 10,369                  | $634,650    |
| 7 de abril de 2018       | Uncasville        | Estados Unidos | Mohegan Sun Arena                        | Mitski Run the Jewels           | 6,066 / 6,726                   | $505,934    |
| 8 de abril de 2018       | Washington D. C.  | Estados Unidos | The Anthem                               | Mitski Run the Jewels           | 6,000 / 6,000                   | $624,700    |
| 11 de abril de 2018      | Tampa             | Estados Unidos | Amalie Arena                             | Mitski Run the Jewels           | —                               | —           |
| 12 de abril de 2018      | Miami             | Estados Unidos | AmericanAirlines Arena                   | Mitski Run the Jewels           | —                               | —           |
| 14 de abril de 2018      | Duluth            | Estados Unidos | Infinite Energy Arena                    | Mitski Run the Jewels           | —                               | —           |
| 15 de abril de 2018      | Nashville         | Estados Unidos | Bridgestone Arena                        | Mitski Run the Jewels           | 9,640 / 9,960                   | $534,253    |
| Europa                   |                   |                |                                          |                                 |                                 |             |
| 26 de mayo de 2018       | Londres           | Inglaterra     | Victoria Park                            |                                 | —                               | —           |
| 29 de mayo de 2018       | San Petersburgo   | Rusia          | Palacio de Hielo                         | Cats Park                       | —                               | —           |
| 31 de mayo de 2018       | Moscú             | Rusia          | Crocus City Hall                         | Мальбэк, Сюзанна y Лиза Громова | —                               | —           |
| 2 de junio de 2018       | Barcelona         | España         | Parc del Fòrum                           |                                 | —                               | —           |
| 7 de junio de 2018       | Oporto            | Portugal       | Parque da Cidade                         |                                 | —                               | —           |
| 9 de junio de 2018       | Mánchester        | Inglaterra     | Heaton Park                              |                                 | —                               | —           |
| América del Norte        |                   |                |                                          |                                 |                                 |             |
| 13 de julio de 2018      | Quebec City       | Canadá         | Llanuras de Abraham                      | —                               | —                               | —           |
| Oceanía                  |                   |                |                                          |                                 |                                 |             |
| 20 de julio de 2018      | Byron Bay         | Australia      | North Byron Parklands                    | —                               | —                               | —           |
| Asia                     |                   |                |                                          |                                 |                                 |             |
| 21 de julio de 2018      | Yakarta           | Indonesia      | Jiexpo Kemayoran                         | —                               | —                               | —           |
| 22 de julio de 2018      | Kuala Lumpur      | Malasia        | The Ranch at Gohtong Jaya                | —                               | —                               | —           |
| América Latina           |                   |                |                                          |                                 |                                 |             |
| 10 de noviembre de 2018  | Santiago de Chile | Chile          | Espacio Broadway                         |                                 | —                               | —           |
| 11 de noviembre de 2018  | Buenos Aires      | Argentina      | Club Ciudad                              |                                 | —                               | —           |
| 15 de noviembre de 2018  | Sao Paulo         | Brasil         | Casa da América Latina                   |                                 | —                               | —           |
| 17 de noviembre de 2018  | Ciudad de México  | México         | Curva 4 del Autódromo Hermanos Rodríguez |                                 | —                               | —           |
| Total:                   |                   |                |                                          |                                 |                                 |             |